# Sirajganj
Sirajganj este un oraș din Bangladesh.